# Konrad Stümpel
Konrad Stümpel (* 5. Juli 1890 in Wettbergen vor Hannover; † 26. Mai 1971 ebenda) war ein deutscher Kommunalpolitiker, Bürgermeister und Ehrenbürger seines Geburtsortes.

## Leben
Ein Gemeindediener namens „Conrad Stümpel“ lebte bereits zur Zeit des Königreichs Hannover in Wettbergen und wurde dort ab 1857 als solcher bezahlt. Der spätere Konrad Stümpel wurde jedoch erst in der Gründerzeit des Deutschen Kaiserreichs im Jahr 1890 geboren.
Spätestens nach dem Ersten Weltkrieg wurde Stümpel Mitglied der Sozialdemokratischen Partei Deutschlands und wurde – ebenfalls zur Zeit der Weimarer Republik – 1927 in den Gemeinderat seines Heimatortes gewählt. Diesem Ehrenamt kam er bis zum Jahr der Machtergreifung durch die Nationalsozialisten nach, wurde jedoch noch ab 1933 zur Zwangsarbeit in das Salzbergwerk in Ronnenberg gezwungen. Erst im letzten Jahr des Zweiten Weltkrieges kam Stümpel wieder frei.
Bereits 1945 wurde Stümpel Mitglied des von der Britischen Militärbefehlshabern ernannten Rates der Gemeinde Wettbergen, ein Amt, in das er durch spätere demokratische Wahlen wiederholt gewählt wurde.
Ab 1961 und bis 1964 versah Stümpel die Aufgaben des Wettberger Bürgermeisters. Im Folgejahr 1965 wurde er unter seinem Nachfolger zum Ehrenbürger ernannt.
Noch im hohen Alter legte Stümpel in der Straße In der Rehre den Grundstein zum Bau einer neuen Schule, die mit Fertigstellung des ersten Bauabschnittes im Jahr 1966 den Namen Freiherr-vom-Stein-Schule erhielt. Im Gegenzug wurde die historische Schule aus dem Jahr 1893 zum Rathaus des Ortes umgebaut.

## Bürgermeister-Stümpel-Weg
Nach der Eingemeindung Wettbergens in den Stadtbezirk Ricklingen der niedersächsische Landeshauptstadt wurde 1980 nördlich der Hauptstraße in Wettbergen die Straße Bürgermeister-Stümpel-Weg nach dem ehemaligen Bürgermeister und Ehrenbürger benannt.